# Marc Allégret
Marc Allégret (n. 23 decembrie 1900, Basel, Cantonul Basel-Oraș, Elveția – d. 3 noiembrie 1973, Paris, Région parisienne, Franța) a fost un regizor și scenarist francez.
Marc Allégret este fratele mai mare al regizorului Yves Allégret și unchiul lui Catherine Allégret, fiica lui Simone Signoret și Yves Allégret.
Printre cele mai cunoscute filme ale sale se numără Chemarea primăverii (1934), Vârsta ispitelor (1938), Ștrengărița (1953) și O duminică nostimă (1958).

## Biografie
După ce Marc Allégret și-a terminat studiile în drept, a devenit secretar al lui André Gide, cu care a intrat într-o relație în 1917. Primul său film, Voyage au Congo (1926), a fost realizat în timp ce îl însoțea pe Gide într-o expediție în Africa. Apoi a lucrat ca asistent de regie pentru Augusto Genina și Robert Florey. În 1931 a început să facă propriile sale filme.
Fernandel, Raimu, Jean-Louis Barrault, Joséphine Baker și-au făcut debutul în cinema într-un film de Marc Allégret. Este primul care le-a încredințat roluri importante lui Simonei Simon și Michèle Morgan, pe care le-a descoperit. A avut actori în filmele sale care erau atunci în devenire, precum Bernard Blier, Louis Jourdan, Danièle Delorme, Gérard Philipe, Daniel Gélin, Brigitte Bardot, Jean-Paul Belmondo, Alain Delon, Patrick Dewaere și Johnny Hallyday. Roger Vadim i-a fost asistent.

## Filmografie selectivă

### Regizor
- 1927 Voyage în Congo (Voyage au Congo, documentar)
- 1931 La Petite Chocolatière
- 1931 Mam'zelle Nitouche
- 1932 Fanny
- 1934 Chemarea primăverii (Lac aux dames)
- 1934 L'Hôtel du libre échange
- 1934 Fără familie (Sans famille)
- 1934 Zouzou
- 1935 Farmecul tinereții (Les Beaux Jours)
- 1936 Amanții teribili (Les Amants terribles de Noël Coward)
- 1936 Aventure à Paris
- 1937 Crima Nataliei (Gribouille)
- 1937 La Dame de Malacca
- 1938 Veninul (Orage)
- 1938 Vârsta ispitelor (Entrée des artistes)
- 1941 Pipo (Parade en sept nuits)
- 1942 Frumoasa aventură (La Belle Aventure)
- 1944 Patru fete îndrăgostite (Les Petites du quai aux fleurs)
- 1950 Maria Chapdelaine
- 1951 Șantajul (Blackmailed)
- 1953 Ștrengărița (Julietta)
- 1955 Amantul doamnei Chatterley (L'Amant de lady Chatterley)
- 1957 L'amour est en jeu
- 1958 O duminică nostimă (Un drôle de dimanche)
- 1962 Pariziencele (Les Parisiennes)
- 1963 Înfiorătorul om al vămilor (L'Abominable Homme des douanes)
- 1970 Bal la contele d'Orgel (Le Bal du comte d'Orgel)